# Eyvān Estakhr
Eyvān Estakhr (persiska: ایوان استخر) är en ort i Iran.   Den ligger i provinsen Gilan, i den norra delen av landet, 210 km nordväst om huvudstaden Teheran. Antalet invånare är 441.
Terrängen runt Eyvān Estakhr är mycket platt. Runt Eyvān Estakhr är det tätbefolkat, med 790 invånare per kvadratkilometer. Närmaste större samhälle är Langarud, 14,4 km söder om Eyvān Estakhr. Trakten runt Eyvān Estakhr består till största delen av jordbruksmark.